# Club de 1789
Le club de 1789 ou Société patriotique de 1789 est un club de la Révolution française formé en 1790 à partir des éléments les plus modérés du club des Jacobins. Le club fut inauguré au cours d'un fastueux banquet donné au Palais-Royal, galerie de Beaujolais, le 13 mai 1790.
Il comptait parmi ses membres Bailly, La Fayette, le duc de La Rochefoucauld, Le Chapelier, Mirabeau, Sieyès, Talleyrand, Condorcet. La popularité de l'audience décrut et ses restes servirent à créer le Club des Feuillants l'année suivante.